# Haters
Pour les articles homonymes, voir Haters (homonymie).
Haters (« haïsseurs ») désigne en anglais les personnes qui, en raison d'un conflit d'opinions ou parce qu'ils détestent quelqu'un ou quelque chose, passent leur temps à dénigrer des célébrités, des émissions de télévisions, des films, des vidéastes web, etc. sur les réseaux sociaux, ou à commenter des articles sur la Toile.

Marche de la haine.

Ce terme est utilisé pour exprimer une suspicion de malveillance à l'égard d'un internaute, généralement en raison d'un conflit d'opinions. Il s'agit d'une appellation générique dérivée du verbe anglais to hate (haïr, abhorrer), dépeignant un sentiment de haine supposée viscérale motivant la rédaction d'opinions alternatives mais aussi parfois illégitimes sur internet, ayant pour effet l'isolation et l'exclusion sociale d'un individu vis-à-vis d'un groupe d'individus, lors d'échanges le plus souvent écrits (sur un forum, une plateforme de microblogage, un blog, un journal en ligne ou un réseau social). Le hate est un type de discours à fonction identitaire qui diffère du hate speech (discours de haine) (lequel implique une discrimination raciale ou ethnique) et du trollage (commentaire malicieux qui évolue de plus en plus vers la moquerie) quoique parfois la limite semble être très floue.

## Caractéristiques
« Une méthode fréquemment utilisée par les haters c’est l’utilisation de l’hypercorrection afin de rabaisser les propos des autres internautes. La communication sur internet se fait d’une façon instantanée et la forme du message ne devrait pas être jugée. Les règles d’orthographe et de grammaire sont en général profanées, car le but principal est de transmettre une idée à travers un message dont c’est le sens qui sera l’objet du jugement des autres participants de l’interaction ». 
Selon le professeur Andrzej Napieralski (pl), « Se pencher vers le hate est une attitude volontaire qui résulte d’un côté des traits de la personnalité (manque de confiance en soi, besoin d’évacuer la colère ou de se mettre en valeur) et d’une tendance globale qui considère ce type de pratiques comme un jeu malicieux auquel participe un grand nombre d’internautes ».
Les haters profitent du « droit de l’Internet en gestation » au niveau des réseaux sociaux (lesquels ont le statut d'hébergeur, sont souvent basés à l’étranger) et de l'inefficacité de leur modération qui « exigerait des investissements financiers importants », selon le psychologue Michaël Stora.

## En littérature
Alice Zeniter évoque « les haters, notamment présents sur YouTube et les sites de partage de contenus, spécialisés dans le déchiquetage de ceux qui s'imaginaient être des héros ou de ceux qu'ils imaginaient s'imaginer être des héros, ce qui voulait dire que n'importe quel commentaire sous une vidéo ou un article était susceptible de les déchaîner — sous des formes différentes […] car les backstalkers allaient vous pourrir en utilisant vos propres archives Internet pour vous discréditer, les concerned préféraient court-circuiter toute conversation en la ramenant à un sujet que vous auriez délibérément évité de traiter […] quand les hate mongers pouvaient se contenter de taper GAY, GOUINE ou GROSSE VACHE de manière très répétitive […] ».